# Împăratul Go-Sai
Împăratul Go-Sai (japoneză 後西天皇; 1 ianuarie 1638 - 22 martie 1685) a fost al 111-lea împărat al Japoniei,   potrivit ordinii tradiționale de succesiune.
Domnia lui Go-Sais-a întins din 1654 până în 1663.

## Biografie
Înainte de ascensiunea pe Tronul Crizantemei, numele său era Nagahito (良仁) sau Yoshihito; iat titlul său pre-ascensiune era Hide-no-miya (秀宮) sau Momozono-no-miya.
A fost al optulea fiu al Împăratului Go-Mizunoo. Fosta Împărăteasă Meishō a fost sora sa vitregă mai mare iar fostul Împărat Go-Kōmyō a fost fratele său vitreg mai mare.
Familia imperială a lui Go-Sai a locuit cu el la palatul Heian. Familia includea cel puțin 11 fii și 17 fiice; nici unul dintre copii nu i-a urmat la tron.